# 裕華能源
裕華能源控股有限公司，簡稱裕華能源控股，以及裕華能源（英語：YUHUA ENERGY HOLDINGS LIMITED，港交所：2728），在1990年由多名投資者創立，前身「成謙聲匯控股有限公司」。
現時由林財火（主席）和康桂萍（總裁）主理。總部位於香港。
現時業務為主要國內經營生產及銷售揚聲器、以及通訊周邊產品業務，而招股價為1.07港元，發行股份為75,000,000股，而集資額為80,250,000港元，股份則在2005年7月14日於香港交易所主板上市。
2019年8月28日，裕華能源公布，集團與一名關連人士訂立不具法律約束力的諒解備忘錄，內容有關一間從事提供能源運輸服務公司的全部股本權益。

## 連結
- Shinhint.com
- yuhuaenergy.com/（页面存档备份，存于）